# 吳瑭
吳瑭（1758年—1836年），字鞠通，江蘇淮陰人。清代乾隆、嘉慶時期名醫，溫病學派重要代表人物之一，对溫病學说有重大贡献。
19歲時父親因病去世，立志學醫，師承葉天士。乾隆四十八年（1783年）應朝廷聘請在京負責檢校《四庫全書》中的醫書。乾隆五十八年（1793年）北京大疫，吳鞠通奮力搶救，名聲大振。著有《溫病條辨》一書。

## 外部連結
- 溫病條辨 （页面存档备份，存于） 中藥方劑圖像數據庫 (香港浸會大學中醫藥學院) （中文）（英文）